# Alphonse de Polignac
Alphonse Armand Charles Georges Marie, prince de Polignac, né le 27 mars 1826 à Londres et mort le 30 juin 1863 dans le 9e arrondissement de Paris, est un mathématicien français du XIXe siècle.

## Biographie
Son père Jules de Polignac (1780-1847) était le premier ministre de Charles X au moment de la Révolution de juillet 1830.
Admis à Polytechnique en 1849, Alphonse de Polignac fait carrière dans l'armée comme officier d'artillerie jusqu'au grade de capitaine qui est le sien à son décès. Il sert pendant la guerre de Crimée.
Il fut aussi historien, musicien, poète et est l'auteur d'une traduction du Faust de Goethe.
En tant que mathématicien, il s'est essentiellement penché sur la théorie des nombres et plus particulièrement sur les nombres premiers.

### La conjecture de Polignac
Il est l'auteur de la conjecture de Polignac (1849) qui est redevenue d'actualité en mai 2013, en connexion avec le théoreme de Zhang Yitang.

### Une autre de ses conjectures s'est révélée erronée
Alphonse de Polignac a également formulé une seconde conjecture qui, elle, s'est révélée fausse. Elle a été présentée en 1849 à l'Académie des sciences en ces termes :

« Tout nombre impair est égal à une puissance de 2, plus un nombre premier. (Vérifié jusqu'à 3 millions.) »
Cette conjecture est effectivement vérifiée pour les premiers nombres impairs. Cependant un relativement petit contre-exemple démontre non seulement que la proposition est fausse mais qu'elle n'a pu être vérifiée jusqu'à 3 millions comme annoncé.
En effet, cherchons à décomposer le nombre impair 127 comme prescrit :
{\displaystyle {\begin{aligned}127&=1+126=2^{0}+2\times 63\\&=2+125=2^{1}+5\times 25\\&=4+123=2^{2}+3\times 41\\&=8+119=2^{3}+7\times 17\\&=16+111=2^{4}+3\times 37\\&=32+95=2^{5}+5\times 19\\&=64+63=2^{6}+3\times 21\end{aligned}}}
Comme 27 = 128 > 127, ce sont là les seules décompositions possibles de 127 en tant que somme d'une puissance de 2 et d'un nombre positif. Puisqu'aucun des nombres en question n'est premier, Polignac n'avait clairement pas bien fait les vérifications qu'il mettait en avant.
Le théorème d'Erdős démontre même qu'il existe une infinité de contre-exemples à cette conjecture : à l'aide d'un système couvrant, Paul Erdős démontre en effet de façon élémentaire qu'il existe une suite arithmétique d'entiers impairs dont aucun n'est de la forme indiquée par Polignac.

### Mariage et descendance
Il épouse à Paris 9e le 4 juin 1860 Jeanne Émilie Mirès (Bordeaux, 13 janvier 1838 - Boulogne-Billancourt, 2 février 1933), fille de Jules Mirès, banquier, et de Jeanne Clarisse Laclairgerie. Veuve en 1863, elle se remarie en 1865 avec Gustave, comte Rozan. De son premier mariage, elle a une fille :
- princesse Jeanne de Polignac (Paris, 17 mars 1861 - Paris 7ème, 27 juin 1919), femme de lettres, mariée en 1889 avec François d'Oilliamson, officier, chevalier de la Légion d'honneur (1855-1897)[10], dont postérité.